# Thottambedu
Thottambedu là một mandal thuộc huyện Chittoor, bang Andhra Pradesh.